# Cladoplumaria anomala
Cladoplumaria anomala is een hydroïdpoliep uit de familie Halopterididae. De poliep komt uit het geslacht Cladoplumaria. Cladoplumaria anomala werd in 2004 voor het eerst wetenschappelijk beschreven door Ansin Agis, Ramil & Vervoort. 